# غلاف الزهرة الجوي
لدى كوكب الزهرة غلاف جويّ كثيف وحار جداً، وأسمك بكثير من غلاف الأرض الجوي. تبلغ درجة الحرارة عند سطح الزهرة 740 ك (467 مْ)، وأما الضغط الضغط الجوي فـ93 باراً. تملأ الجو الزهريّ سحب كثيفة لا يمكن الرؤية من خلالها على الإطلاق، تتكوَّن من حمض الكبريتيك، مما يجعل رصد سطح الكوكب من الأرض أو المراكب الفضائية مستحيلاً بالطيف بصري، ولم يحصل العلماء على الخرائط الحالية لطوبوغرافية الكوكب سوى باستخدام التصوير الراديويّ. تتكوَّن سحب الزهرة بشكل أساسيّ من غازي ثاني أكسيد الكربون والنيتروجين، وأما المركبات الكيميائية الأخرى كلها موجودة بكميات زهيدة فحسب.
كان الفلكي الروسي ميخائيل لومونوسوف أول شخص يفترض أن الزهرة يملك غلافاً جوياً، وذلك اعتماداً على رصده عبور الزهرة في سنة 1761 من مرصد صغير قرب بطرسبرغ.
غلاف الزهرة الجوي حالياً في حالة دوران سريع ومستمر، إذ يدور الغلاف الجوي بأكمله حول الكوكب في أربعة أيام أرضية فقط، وهي مدة أطول بكثير من يوم الكوكب الفلكي الذي يعادل طوله 243 يوماً أرضياً. تتحرَّك الرياح التي تسبب هذا الدوران الهائل بسرعة 100 م/ث، أي 360 كم/س، مما يعني أنها تتحرك بما يعادل 60 ضعف سرعة دوران الزهرة حول نفسه، وأما أسرع رياح على الإطلاق على كوكب الأرض فلا تتجاوز سرعتها 10% أو 20% من سرعة دوران الأرض حول نفسها. من جهة أخرى تصبح سرعة الرياح أقل كلما اقتربنا من السطح، فتُصبح سرعة النسيم على سطح الزهرة بالكاد 10 كم/س. توجد قرب قطبي الكوكب زوابع عكسية غريبة تسمَّى الدوامات القطبية. ولكل دوامة منها مركزان، ولديها سحب على شكل رقم 2.
على عكس الأرض لا يمتلك كوكب الزهرة مجالاً مغناطيسياً. إذ يفصل أيونوسفيره غلافه الجويّ عن الفضاء الخارجي والرياح الشمسية، وتٌسمَّى هذه الطبقة المتأينة من الغلاف الجوي المجال المغناطيسيّ الشمسيّ، مما يمنح الزهرة بيئة مغناطيسيَّة مميزة. ويعتبر هذا غلاف الزهرة المغناطيسي الضمنيّ. وتستمرّ الرياح الشمسية بفصل الغازات الخفيفة مثل بخار الماء عن الغلاف الجوي وقذفها إلى الفضاء الخارجيّ، مكوّنة أيضاً ما يعرف بـ«الذيل المغناطيسي الضمني». يتكهَّن البعض بأن غلاف الزهرة الجوي كان قبل 4 بلايين سنة شبيهاً جداً بغلاف الأرض الجوي، مع وجود ماء سائل على سطحه. غير أن ظاهرة البيت الزجاجي ربما تسبَّبت بتبخر المياه على سطح الكوكب وزيادة كميات الغازات الدفيئة في الجو بشكل كبير.
على الرغم من ظروف كوكب الزهرة القاسية، فإن درجة الحرارة والضغط الجويّ على ارتفاع 50 إلى 60 كيلومتراً من سطحه شبيهان جداً بحالهما على الأرض، مما يجعل غلافه الجويّ العلويّ أكثر الأغلفة الجوية في النظام الشمسي شبهاً بجوّ الأرض، أكثر حتى من سطح كوكب المريخ. وذلك نظراً إلى التشابه الكبير في الضغط الجوي ودرجة الحرارة.